# La vie de Berlioz
La vie de Berlioz è una mini serie TV del 1983 diretta da Jacques Trébouta e basato sulla vita del compositore francese Hector Berlioz.